# Finale wereldkampioenschap voetbal 2022
De finale van het wereldkampioenschap voetbal 2022 was de 22ste eindstrijd van het mondiale voetbaltoernooi van landenteams van de FIFA. De voetbalwedstrijd werd op zondag 18 december 2022 in het Lusailstadion te Lusail gespeeld tussen Argentinië en titelverdediger Frankrijk. Argentinië won in de halve finales met 3–0 van Kroatië en Frankrijk bereikte de finale door met 2–0 van Marokko te winnen. De wedstrijd werd geleid door Szymon Marciniak.
Argentinië won na strafschoppen haar derde wereldtitel. Na 120 minuten spelen was de eindstand 3–3, waaronder een hattrick van de Fransman Kylian Mbappé.

## Voorgeschiedenis
Argentinië staat voor een zesde keer in de WK-finale. Het won in 1978 van Nederland en in 1986 van West-Duitsland en verloor in 1930 van Uruguay, in 1990 van West-Duitsland en in 2014 van Duitsland. Frankrijk staat voor een vierde keer in de WK-finale. Het won in 1998 van Brazilië en in 2018 van Kroatië en verloor in 2006 van Italië. Vier keer eerder bereikte de titelverdediger de finale van het WK: in 1938 en in 1962 wonnen Italië en Brazilië en in 1990 en in 1998 verloren Argentinië en Brazilië. Nooit eerder speelden Argentinië en Frankrijk tegen elkaar in een WK-finale.
Tien eerdere WK-finales werden gespeeld tussen een Zuid-Amerikaans en een Europees land. Het Zuid-Amerikaanse land won in de edities van 1958, 1962, 1970, 1978, 1986, 1994 en 2002. In 1990, 1998 en 2014 won een Europees land van een Zuid-Amerikaans land in de finale. Argentinië won 26 en verloor 21 van zijn 57 eerdere WK-wedstrijden tegen teams aangesloten bij de UEFA. Frankrijk won 7 en verloor 5 van zijn 16 eerdere WK-wedstrijden tegen Zuid-Amerikaanse tegenstanders.
Didier Deschamps kan de tweede persoon ooit worden die twee keer wereldkampioen wordt als trainer, na Vittorio Pozzo. Lionel Scaloni won als trainer van Argentinië eerder de finales van de Copa América 2021 en de Finalissima 2022. Van de spelers uit de Argentijnse selectie voor de finale is Lionel Messi de enige die eerder minuten maakten in een WK-finale (die van 2014). Van de Franse selectie kwamen zeven spelers eerder in actie in een WK-finale (die van 2018): Hugo Lloris, Benjamin Pavard, Raphaël Varane, Lucas Hernández, Kylian Mbappé, Antoine Griezmann en Olivier Giroud.
Op de FIFA-wereldranglijst bij aanvang van het toernooi stond Argentinië gerangschikt op de derde plaats, één plaats boven Frankrijk.

## Route  naar de finale
| Pos | Team       | Wed | Ptn |
| --- | ---------- | --- | --- |
| 1   | Brazilië   | 17  | 45  |
| 2   | Argentinië | 17  | 39  |
| 3   | Uruguay    | 18  | 28  |
| 4   | Ecuador    | 18  | 26  |
| 5   | Peru       | 18  | 24  |
| 6   | Colombia   | 18  | 23  |
| 7   | Chili      | 18  | 19  |
| 8   | Paraguay   | 18  | 16  |
| 9   | Bolivia    | 18  | 15  |
| 10  | Venezuela  | 18  | 10  |

| Pos | Team                  | Wed | Ptn |
| --- | --------------------- | --- | --- |
| 1   | Frankrijk             | 8   | 18  |
| 2   | Oekraïne              | 8   | 12  |
| 3   | Finland               | 8   | 11  |
| 4   | Bosnië en Herzegovina | 8   | 7   |
| 5   | Kazachstan            | 8   | 3   |

| Pos | Team          | Wed | Ptn |
| --- | ------------- | --- | --- |
| 1   | Argentinië    | 3   | 6   |
| 2   | Polen         | 3   | 4   |
| 3   | Mexico        | 3   | 4   |
| 4   | Saoedi-Arabië | 3   | 3   |

| Pos | Team       | Wed | Ptn |
| --- | ---------- | --- | --- |
| 1   | Frankrijk  | 3   | 6   |
| 2   | Australië  | 3   | 6   |
| 3   | Tunesië    | 3   | 4   |
| 4   | Denemarken | 3   | 1   |

### Argentinië

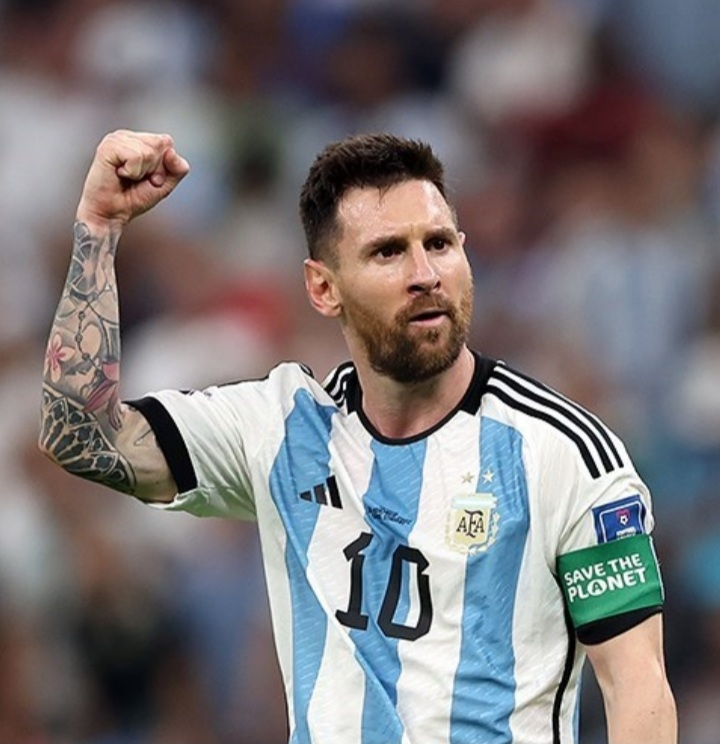
Lionel Messi juicht in de groepswedstrijd tegen Mexico.

Argentinië bleef ongeslagen bij de kwalificatie. Het speelde zeventien wedstrijden, waarvan het er elf won en zes gelijkspeelde, tegen Ecuador, Chili, Colombia, Brazilië en twee keer tegen Paraguay. De uitwedstrijd tegen Brazilië werd nooit uitgespeeld. Die wedstrijd werd in eerste instantie binnen enkele minuten gestaakt, nadat Braziliaanse gezondheidsautoriteiten het veld betraden om vier Argentijnse spelers van het veld te halen die niet in Brazilië mochten zijn wegens de regels omtrent de coronacrisis. De FIFA besloot vervolgens dat de wedstrijd later opnieuw gespeeld moest worden en dat de bonden boetes moesten bepalen. Na een overleg tussen de voetbalbonden van Brazilië en Argentinië en de FIFA werd besloten dat de wedstrijd niet meer gespeeld zou worden. Beide landen hadden op het moment van dat besluit al genoeg punten behaald voor kwalificatie voor de eindronde. Argentinië plaatste zich op 16 november 2021 voor de eindronde, na een doelpuntloos duel met Brazilië in eigen huis. Lautaro Martínez en Lionel Messi scoorden beide zeven keer in de kwalificatiereeks.
Argentinië werd tijdens de loting op 1 april 2022 gekoppeld in groep C met Saoedi-Arabië, Mexico en Polen. Sterspeler Lionel Messi maakte vooraf al bekend dat dit wereldkampioenschap zijn laatste WK zou worden. In de eerste groepswedstrijd nam Argentinië binnen tien minuten de leiding door een benutte strafschop van aanvoerder Messi. Later in de tweede helft vond Argentinië nog drie keer het net, maar geen van die treffers waren geldig wegens buitenspel. In de eerste acht minuten na de rust kwam Saoedi-Arabië verrassend op een voorsprong door doelpunten van Saleh Al-Shehri en Salem Al-Dawsari. Deze klap kwam Argentinië niet meer te boven en dus begon Argentinië zijn WK-campagne met een teleurstelling.  Hierdoor zou een nederlaag in de tweede groepswedstrijd tegen Mexico al fataal zijn geweest. In de 64ste minuut opende Messi van afstand de score voor Argentinië. In de slotfase verdubbelde Enzo Fernández de score en zette hij de eindstand op het scorebord. In het laatste groepsduel tegen Polen plaatste Argentinië zich als groepswinnaar voor de achtste finales. Een strafschop van Messi werd gestopt door Wojciech Szczęsny, maar in de tweede helft zorgden treffers van Alexis Mac Allister en Julián Álvarez voor een Argentijnse zege.
In de achtste finales trof Argentinië Australië. Messi speelde zijn duizendste wedstrijd in het profvoetbal en was in de 35ste minuut verantwoordelijk voor de 1–0. In de 57ste minuut kon Álvarez profiteren van een fout van Mathew Ryan. Een kwartier voor tijd belandde een afstandsschot van Craig Goodwin via het lichaam van Fernández in het Argentijnse doel, maar Argentinië overleefde de slotfase en plaatste zich voor de kwartfinales, waarin Nederland de opponent was. In de eerste helft waren er nauwelijks kansen, maar Argentinië had wel een voorsprong bij de rust. Nahuel Molina had het openingsdoelpunt gemaakt na een assist van Messi. Na zeventig minuten gespeeld te hebben ging de bal op de penaltystip na een overtreding van Denzel Dumfries op Marcos Acuña. Messi schoot raak en maakte de 2–0. Toch gaf Argentinië zijn voorsprong nog weg. In de 83ste minuut kopte Wout Weghorst raak en hij maakte in de elfde minuut van de blessuretijd de gelijkmaker, na een pass uit een vrije trap van Teun Koopmeiners. In de verlenging raakte Fernández de paal, maar werd er niet gescoord, waardoor een strafschoppenserie beslissing ging brengen. De eerste twee pogingen van Nederland werden gemist, door Virgil van Dijk en Steven Berghuis. Bij Argentinië schoot Fernández naast het doel, maar scoorden Messi, Leandro Paredes, Gonzalo Montiel en Lautaro Martínez wel, waardoor Argentinië zich voor een zesde keer plaatste voor de halve finales, met Kroatië als tegenstander. Na een overtreding van Dominik Livaković op Álvarez scoorde Messi in de 34ste minuut vanaf de penaltystip. Vijf minuten later sloeg Argentinië wederom toe, via Álvarez uit een counter. In de 69ste minuut scoorde Álvarez wederom en besliste hij de wedstrijd. Messi, die een sterke wedstrijd speelde, bleef lang aan de bal en vervolgens tikte Álvarez de bal simpel in het doel.

### Frankrijk
Frankrijk bleef eveneens ongeslagen bij de kwalificatie. Het begon de kwalificatie teleurstellend, met een gelijkspel in eigen huis tegen Oekraïne. Na uitzeges op Kazachstan en Bosnië en Herzegovina speelde Frankrijk wederom teleurstellend gelijk in eigen huis, tegen Bosnië en Herzegovina, waarna ook tegen Oekraïne weer punten werden verspeeld. De Fransen sloten de kwalificatiereeks af met drie overwinningen, waaronder een overtuigende 8–0 winst op Kazachstan, waardoor Frankrijk zich met één wedstrijd te gaan kwalificeerde voor het eindtoernooi.
Bij de loting voor de groepsfase kwam Frankrijk in groep D terecht met Denemarken, Australië en Tunesië. In de eerste groepswedstrijd kwam Frankijk in de negende minuut verrassend op een achterstand door een doelpunt van Craig Goodwin. Lucas Hernández raakte vlak voor het doelpunt geblesseerd. Frankrijk wist de achterstand echter nog in de eerste helft om te buigen in een voorsprong, met een rake kopbal van Adrien Rabiot en een doelpunt van Olivier Giroud. In de blessuretijd van de eerste helft raakte Frankrijk de paal. Na de 3–1 van Kylian Mbappé en de 4–1 van Giroud, beide kopdoelpunten, was de buit in de tweede helft binnen voor Frankrijk. In de tweede groepswedstrijd tegen Denemarken moest Frankrijk een uur wachten op het openingsdoelpunt, totdat Mbappé scoorde. Zeven minuten later kopte Andreas Christensen de gelijkmaker binnen uit een hoekschop van Christian Eriksen. In de 86ste minuut scoorde Mbappé wederom. Het was de 2–1 en het winnende doelpunt. Zodoende plaatste Frankrijk zich al voor de achtste finales. In de laatste groepswedstrijd tegen Tunesië kon Frankrijk zijn belangrijkste spelers dus laten rusten. In de achtste minuut dacht Nader Ghandri het eerste doelpunt te maken, maar dat doelpunt werd afgekeurd wegens buitenspel. In de 58ste minuut maakte Wahbi Khazri een wel geldig doelpunt voor Tunesië. Antoine Griezmann leek in de laatste seconden nog voor een gelijkmaker te zorgen, maar op advies van de videoscheidsrechter werd dat doelpunt afgekeurd, waardoor Frankrijk niet ongeslagen bleef in zijn groep. Wel werd Frankrijk groepswinnaar.
In de achtste finales nam Frankrijk het op tegen Polen. Vlak voor de rust zorgde Giroud voor het openingsdoelpunt, waarmee hij Thierry Henry passeerde als de topscorer aller tijden van Frankrijk. In de tweede helft werden twee doelpunten van Mbappé daaraan toegevoegd. In de achtste minuut van de blessuretijd kreeg Robert Lewandowski nog een strafschop. Hugo Lloris redde zijn poging vanaf elf meter, maar de strafschop moest opnieuw genomen worden. In de herkansing scoorde Lewandowski wel, maar Frankrijk won de wedstrijd met 3–1 en mocht zich opmaken voor de kwartfinale tegen Engeland. In die kwartfinale maakte Aurélien Tchouaméni in de zeventiende minuut het eerste doelpunt met een afstandsschot. Engeland drong vervolgens aan en maakte in de 54ste minuut gelijk, vanaf elf meter via Harry Kane. In de 78ste minuut kwam Frankrijk wederom op een voorsprong, toen Giroud een voorzet van Griezmann binnen kopte via Harry Maguire. In de slotfase mocht Kane voor een tweede keer vanaf elf meter aanleggen tegenover Hugo Lloris, maar ditmaal schoot hij de bal over het doel. Engeland wist de penaltymisser later in de wedstrijd niet meer goed te maken. Frankrijk stroomde door naar de halve finale en nam het daarin op tegen Marokko, dat daarvoor al verrassende overwinningen had geboekt. In de vijfde minuut nam Frankrijk de leiding. Een schot van Mbappé werd geblokkeerd, maar vervolgens wist Theo Hernández Yassine Bounou te passeren. Frankrijk en Marokko misten enkele kansen, maar in de 88ste minuut zorgde Randal Kolo Muani toch voor een tweede doelpunt in de wedstrijd. Zodoende plaatste Frankrijk zich voor de finale.

## Interlands
Argentinië en Frankrijk speelden twaalf keer eerder tegen elkaar, waarvan driemaal op een WK-eindronde. De Argentijnen wonnen zes keer en de Fransen driemaal. In de groepsfase van het WK 1930 won Argentinië met 1–0, in de groepsfase van WK 1978 won Argentinië met 2–1 en op het WK 2018 won Frankrijk in de achtste finales met 4–3. Dat was de laatste ontmoeting. Argentinië won in de ontmoeting daarvoor voor het laatst van Frankrijk, een oefenwedstrijd met 2–0 in 2009.

## Scheidsrechter

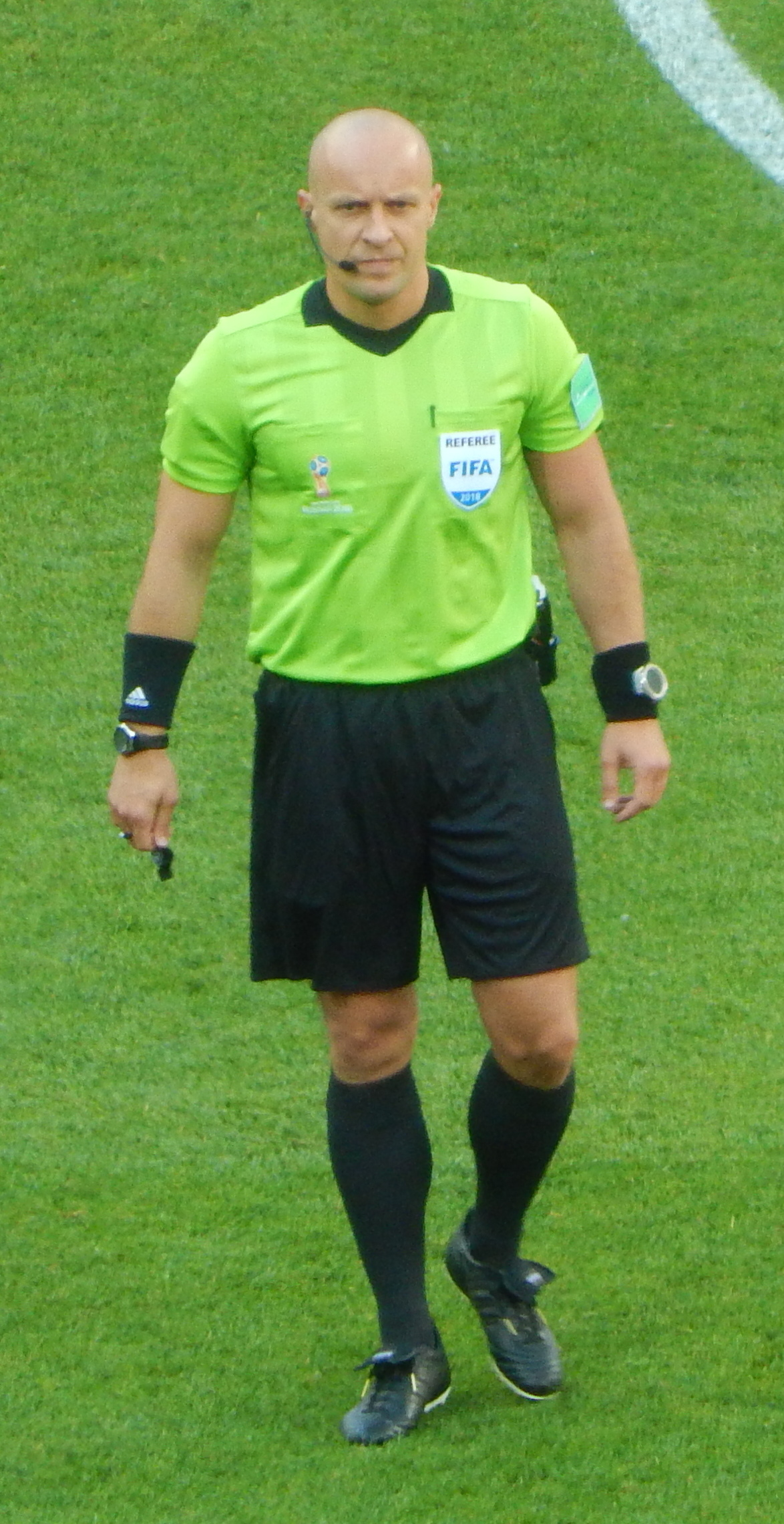
Marciniak tijdens Argentinië–IJsland in 2018

Op 15 december 2022 wees de FIFA de Pool Szymon Marciniak aan voor het fluiten van de finale en zijn landgenoten Paweł Sokolnicki en Tomasz Listkiewicz als zijn assistenten. Hij floot al eerder op het WK één duel van beide finalisten: het groepsduel tussen Frankrijk en Denemarken (2–1) en de achtste finale tussen Argentinië en Australië (2–1). Op het WK van 2018 floot hij ook al een wedstrijd van Argentinië: het groepsduel met IJsland (1–1). Marciniak is de eerste Pool die een WK-finale fluit. Eerder in zijn carrière leidde hij al diverse finales, zoals de UEFA Super Cup 2018. De Amerikaanse Ismail Elfath werd aangesteld als de vierde official en de Pool Tomasz Kwiatkowski als de videoscheidsrechter, geassisteerd door de Venezolaan Juan Soto, de Amerikaan Kyle Atkins en de Mexicaan Fernando Guerrero.

## Verloop

### Eerste helft
In de opstellingen waren geen verrassingen bij beide teams. Argentinië begon de wedstrijd feller dan Frankrijk. De Argentijn Alexis Mac Allister kreeg in de vijfde minuut de eerste kans, die tegengehouden werd door de Franse doelman Hugo Lloris. Na ruim twintig minuten spelen gaf Marciniak een strafschop aan Argentinië voor een overtreding van Ousmane Dembélé op Ángel Di María, die Lionel Messi benutte. Di María scoorde tien minuten voor rust de 2–0. De Franse bondscoach Didier Deschamps was niet tevreden en wisselde in de 41e minuut al de twee aanvallers Dembélé en Giroud.

### Tweede helft
In de tweede helft ging het spelbeeld van de eerste helft zo goed als verder. In het verloop van de tweede helft kreeg Frankrijk wel steeds meer kansen. In de 79e minuut kregen ze een strafschop na een overtreding op Randal Kolo Muani. Mbappé schoot de penalty raak en maakte kort daarna een schot in de verre hoek de gelijkmaker. In de laatste minuut kreeg Messi nog een kans, maar schoot op de keeper Lloris af. Door een gelijke stand werd het verlengen, wat voor het laatst in een WK-finale in 2014 was (toen Duitsland-Argentinië).

### Verlenging en strafschoppenserie
In de verlenging was Argentinië weer wat sterker en kreeg wat mogelijkheden. Messi maakte kort na het begin van de tweede helft van de verlenging de 3–2. Argentinië leek met de voorsprong richting het eindsignaal af te streven en de wereldtitel te pakken, maar Gonzalo Montiel maakte hands in het 16-metergebied en Mbappé schoot vanaf de stip de 3–3. Hij werd daarmee de eerste speler met een hattrick in een WK-finale sinds de Engelsman Geoff Hurst in 1966. Het werd voor het eerst sinds de finale in 2006 strafschoppen, waar toen Frankrijk verloor van Italië. Nadat Mbappé en Messi beiden hun penalty scoorde, miste de Fransman Kingsley Coman. Toen Argentinië op 2–1 kwam via Paulo Dybala miste ook Tchouaméni namens Frankrijk. Na rake strafschoppen van Leandro Paredes en Kolo Muani schoot Montiel de winnende strafschop binnen. Messi maakte zo zijn droom waar om wereldkampioen te worden. Het werd de derde wereldtitel voor Argentinië na die van 1978 en 1986.

## Wedstrijdgegevens
|                                              |                                     |                          |                                     | |
| 18 december 2022 18:00 (UTC+3) 16:00 (UTC+1) | Argentinië                          | 3 – 3 (2 – 0) 4 – 2 pen. | Frankrijk                           | Stadion: Lusailstadion, Lusail Toeschouwers: 88.996 Scheidsrechter: Szymon Marciniak Assistenten: Paweł Sokolnicki Assistenten: Tomasz Listkiewicz Vierde official: Ismail Elfath Video-assistent: Tomasz Kwiatkowski AVAR 1: Juan Soto AVAR 2: Kyle Atkins AVAR 3: Fernando Guerrero Speler van de wedstrijd: Lionel Messi |
| 18 december 2022 18:00 (UTC+3) 16:00 (UTC+1) | Messi 23' (pen.), 108' Di María 36' | verslag FIFA             | 80' (pen.), 81', 118' (pen.) Mbappé | Stadion: Lusailstadion, Lusail Toeschouwers: 88.996 Scheidsrechter: Szymon Marciniak Assistenten: Paweł Sokolnicki Assistenten: Tomasz Listkiewicz Vierde official: Ismail Elfath Video-assistent: Tomasz Kwiatkowski AVAR 1: Juan Soto AVAR 2: Kyle Atkins AVAR 3: Fernando Guerrero Speler van de wedstrijd: Lionel Messi |
| 18 december 2022 18:00 (UTC+3) 16:00 (UTC+1) | Strafschoppen                       |                          |                                     | Stadion: Lusailstadion, Lusail Toeschouwers: 88.996 Scheidsrechter: Szymon Marciniak Assistenten: Paweł Sokolnicki Assistenten: Tomasz Listkiewicz Vierde official: Ismail Elfath Video-assistent: Tomasz Kwiatkowski AVAR 1: Juan Soto AVAR 2: Kyle Atkins AVAR 3: Fernando Guerrero Speler van de wedstrijd: Lionel Messi |
| 18 december 2022 18:00 (UTC+3) 16:00 (UTC+1) | Messi Dybala Paredes Montiel        |                          | Mbappé Coman Tchouaméni Kolo Muani  | Stadion: Lusailstadion, Lusail Toeschouwers: 88.996 Scheidsrechter: Szymon Marciniak Assistenten: Paweł Sokolnicki Assistenten: Tomasz Listkiewicz Vierde official: Ismail Elfath Video-assistent: Tomasz Kwiatkowski AVAR 1: Juan Soto AVAR 2: Kyle Atkins AVAR 3: Fernando Guerrero Speler van de wedstrijd: Lionel Messi |
|                                              |                                     |                          |                                     | |

| Argentinië | Frankrijk |

| Argentinië:    |    |                           |
|                |    |                           |
| DM             | 23 | Emiliano Martínez 120+6'  |
| RA             | 26 | Nahuel Molina 90'         |
| CV             | 13 | Cristian Romero           |
| CV             | 19 | Nicolás Otamendi          |
| LA             | 03 | Nicolás Tagliafico 120+1' |
| RM             | 11 | Ángel Di María 64'        |
| CM             | 07 | Rodrigo De Paul 102'      |
| CM             | 24 | Enzo Fernández 45+7'      |
| LM             | 20 | Alexis Mac Allister 116'  |
| SP             | 10 | Lionel Messi              |
| SP             | 09 | Julián Álvarez 103'       |
| Wisselspelers: |    |                           |
| DM             | 01 | Franco Armani             |
| DM             | 12 | Gerónimo Rulli            |
| VD             | 02 | Juan Foyth                |
| VD             | 04 | Gonzalo Montiel 90' 116'  |
| VD             | 06 | Germán Pezzella 116'      |
| VD             | 08 | Marcos Acuña 64' 90+8'    |
| VD             | 25 | Lisandro Martínez         |
| MV             | 05 | Leandro Paredes 102' 114' |
| MV             | 14 | Exequiel Palacios         |
| MV             | 16 | Thiago Almada             |
| MV             | 18 | Guido Rodríguez           |
| AV             | 15 | Ángel Correa              |
| AV             | 17 | Alejandro Gómez           |
| AV             | 21 | Paulo Dybala 120+1'       |
| AV             | 22 | Lautaro Martínez 103'     |
| Coach:         |    |                           |
| Lionel Scaloni |    |                           |

| Frankrijk:       |    |                          |
|                  |    |                          |
| DM               | 01 | Hugo Lloris              |
| RA               | 05 | Jules Koundé 120+1'      |
| CV               | 04 | Raphaël Varane 113'      |
| CV               | 18 | Dayot Upamecano          |
| LA               | 22 | Theo Hernández 71'       |
| CM               | 08 | Aurélien Tchouaméni      |
| CM               | 14 | Adrien Rabiot 55' 96'    |
| AM               | 07 | Antoine Griezmann 71'    |
| RB               | 11 | Ousmane Dembélé 41'      |
| SP               | 09 | Olivier Giroud 41' 90+5' |
| LB               | 10 | Kylian Mbappé            |
| Wisselspelers:   |    |                          |
| DM               | 16 | Steve Mandanda           |
| DM               | 23 | Alphonse Aréola          |
| VD               | 02 | Benjamin Pavard          |
| VD               | 03 | Axel Disasi 120+1'       |
| VD               | 17 | William Saliba           |
| VD               | 24 | Ibrahima Konaté 113'     |
| MV               | 06 | Mattéo Guendouzi         |
| MV               | 13 | Youssouf Fofana 96'      |
| MV               | 15 | Jordan Veretout          |
| MV               | 25 | Eduardo Camavinga 71'    |
| AV               | 12 | Randal Kolo Muani 41'    |
| AV               | 20 | Kingsley Coman 71'       |
| AV               | 26 | Marcus Thuram 41' 87'    |
| Coach:           |    |                          |
| Didier Deschamps |    |                          |